# Ptochopsyche melsheimeri
Ptochopsyche melsheimeri är en fjärilsart som beskrevs av Harris 1841. Ptochopsyche melsheimeri ingår i släktet Ptochopsyche och familjen Mimallonidae. Inga underarter finns listade i Catalogue of Life.